# Мора Рипе (Кунео)
Мора Рипе је насеље у Италији у округу Кунео, региону Пијемонт.
Према процени из 2011. у насељу је живело 29 становника. Насеље се налази на надморској висини од 580 м.